# Schülerladen
Schülerläden sind in der Regel kleine, selbstverwaltete Horte, zumeist privater  Trägervereine, in denen Grundschulkinder nach der Schule betreut werden. Durchschnittlich werden 16–20 Kinder pro Schülerladen betreut. Schülerläden sind in der Regel zwischen 11 und 17 Uhr – in den Ferien zumeist ganztägig – geöffnet. Oft werden ehemalige Ladenräume genutzt, deshalb die Bezeichnung „…laden“ – wie bei den Kinderläden.

## Geschichte
Der erste Schülerladen im Berliner Bezirk Charlottenburg entstand im Januar 1969 als Kritik an der Entwicklung der Kinderläden. Diese galten als zunehmend sozialistisch, da etwa die Lektüre von Marx und Mao verlangt wurde. Der Schülerladen sollte hingegen wieder zum ursprünglichen Konzept der Mobilisierung von Frauen zurückführen. Dadurch sollten Frauen Zeit erhalten, um sich die Voraussetzungen zur Arbeit zu schaffen.
Weitere Schülerläden entstanden in den 1970er Jahren im Rahmen der Sponti-Bewegung in Frankfurt am Main und Berlin, wo sie auch heute noch bestehen, und verfolgten in der Regel Konzepte der antiautoritären Erziehung.
Einige Schülerläden gingen über die Hortbetreuung hinaus und haben sich als Kinder- und Jugendfreizeiteinrichtung etabliert oder bieten weitere Angebote. Der Schülerladen-Schülertreffpunkt e.V. in Würzburg z. B. ist eine Plattform zur Zusammenarbeit von Schülervertretern auf Stadtebene und macht zudem Kultur- und Freizeitangebote. In den 1980er Jahren wurden in Bayern mehrere solche Vereine gegründet, von denen der Würzburger der einzig verbliebene ist. In Frankfurt am Main und in Berlin gibt es (noch) zahlreiche Schülerläden. 

## Organisation
Selbstverwaltet heißt, dass die Schülerläden von kleinen, gemeinnützigen Vereinen getragen werden, in denen sich die Eltern und oftmals auch die Erzieherinnen und Erzieher zusammengeschlossen haben. Diese Vereine organisieren die Arbeit des Schülerladens.
Welche Aufgaben Eltern und Erzieher in Eigenregie erledigen, ist von Laden zu Laden verschieden. In der Regel werden Verwaltung und Instandhaltung ehrenamtlich erledigt. Für die Bereiche Kochen, Putzen und Krankheitsvertretung existieren beinahe so viele Modelle, wie es Schülerläden gibt.
Das ehrenamtliche Engagement aller Beteiligten ist an die Möglichkeit gebunden, in den kleinen Schülerläden eine individuellere Betreuung der Kinder gewährleisten zu können, als dies in großen Einrichtungen der Fall ist.

## Filme
- Kinder sind keine Rinder, Regie: Helke Sander, Deutschland 1969[2]